# Noventa di Piave
Noventa di Piave est une commune italienne de la ville métropolitaine de Venise dans la région Vénétie en Italie.

## Administration
| Période                                  | Période | Identité | Étiquette | Qualité |
| ---------------------------------------- | ------- | -------- | --------- | ------- |
|                                          |         |          |           |         |
| Les données manquantes sont à compléter. |         |          |           |         |

### Hameaux
Romanziol; Ca' Memo; Santa Teresina

### Communes limitrophes
Fossalta di Piave, Salgareda, San Donà di Piave, Zenson di Piave